# جانی ربل (خواننده)
جانی ربل (انگلیسی: Johnny Rebel؛ زادهٔ ۳ اکتبر ۱۹۳۸) یک موسیقی‌دان اهل ایالات متحده آمریکا است. وی از سال ۱۹۵۸ میلادی تاکنون مشغول فعالیت بوده‌است.